# Xiaojie (sockenhuvudort i Kina, Yunnan Sheng, lat 24,86, long 102,14)
Xiaojie (kinesiska: 小街) är en sockenhuvudort i Kina. Den ligger i provinsen Yunnan, i den sydvästra delen av landet, omkring 60 kilometer väster om provinshuvudstaden Kunming. Antalet invånare är 12 668. Befolkningen består av 6 016 kvinnor och 6 652 män. Barn under 15 år utgör 19,0 %, vuxna 15-64 år 70 %, och äldre över 65 år 9,0 %.
Runt Xiaojie är det ganska tätbefolkat, med 108 invånare per kvadratkilometer. Närmaste större samhälle är Lubiaojie, 18,3 km nordost om Xiaojie. I omgivningarna runt Xiaojie växer i huvudsak blandskog.
Genomsnittlig årsnederbörd är 912 millimeter. Den regnigaste månaden är juni, med i genomsnitt 182 mm nederbörd, och den torraste är februari, med 9 mm nederbörd.